# Philip Hermogenes Calderon

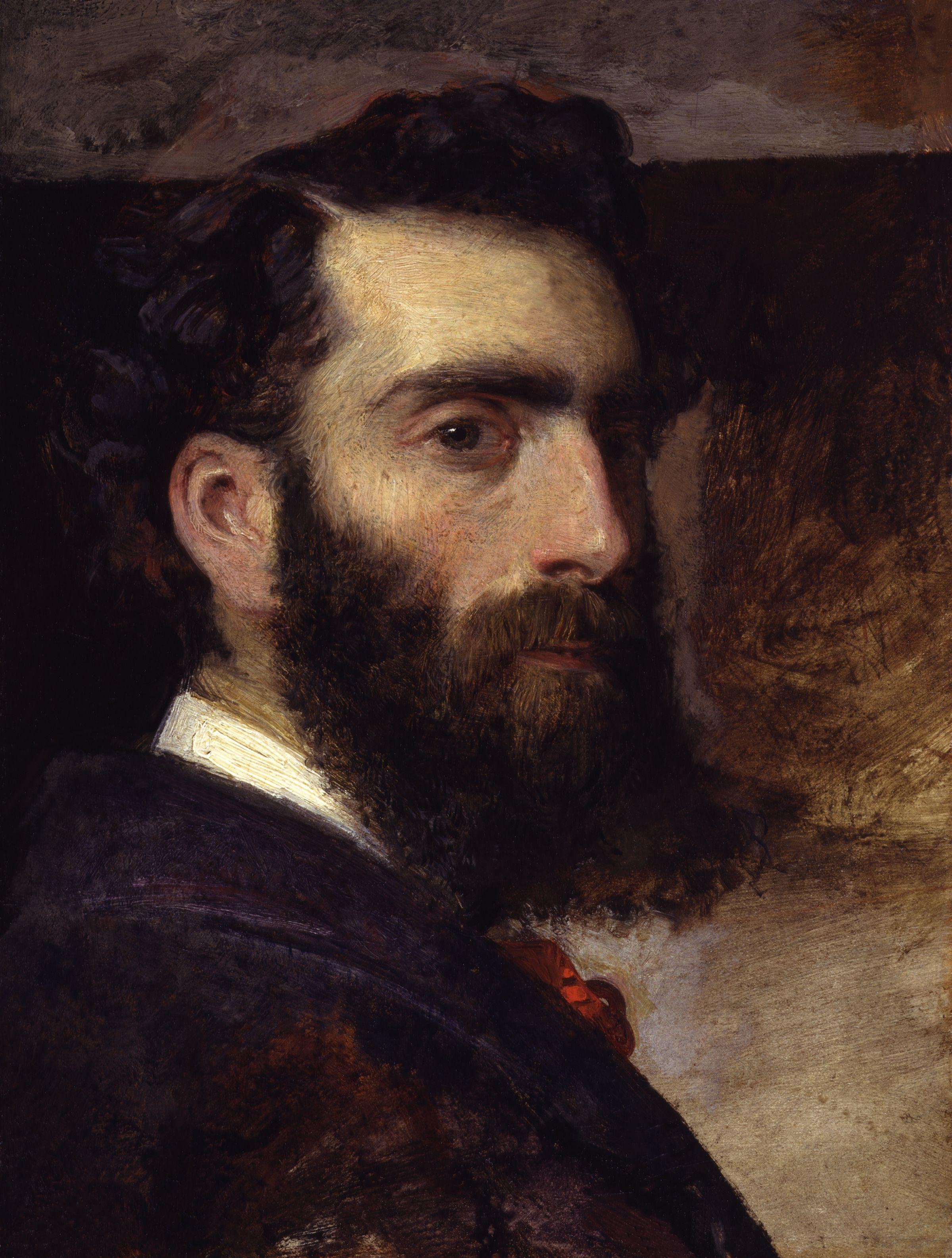
Selbstporträt von Philip Hermogenes Calderon

Philip Hermogenes Calderon (* 3. Mai 1833 in Poitiers; † 30. April 1898 in London) war ein englischer Maler.

## Biographie
Philip Hermogenes Calderon wurde am 3. Mai 1833 als Sohn des spanischen Philologen Juan Calderón im französischen Poitiers geboren. 1845 ging er nach London, bevor er später an der École de Beaux-Arts in Paris als Schüler von F. C. Picot studierte. Er war Mitglied der Künstlergruppe der St. John’s Wood School und der Royal Academy of Arts.
Philip Calderon hatte zwei Söhne, William Frank Calderon (* 1865) und George Leslie Calderon (* 1868), wobei sich sein erstgeborener Sohn ebenfalls der Kunst widmete und sein zweitgeborener Sohn der Literatur.
Er starb am 30. April 1898 in London und wurde auf dem Friedhof Kensal Green Cemetery beigesetzt.
Calderon schuf überwiegend Porträts und Historienbilder. Seine Werke umfassen aber auch Bilder der Genremalerei und  Landschaftsmalerei.

## Werke (Auswahl)

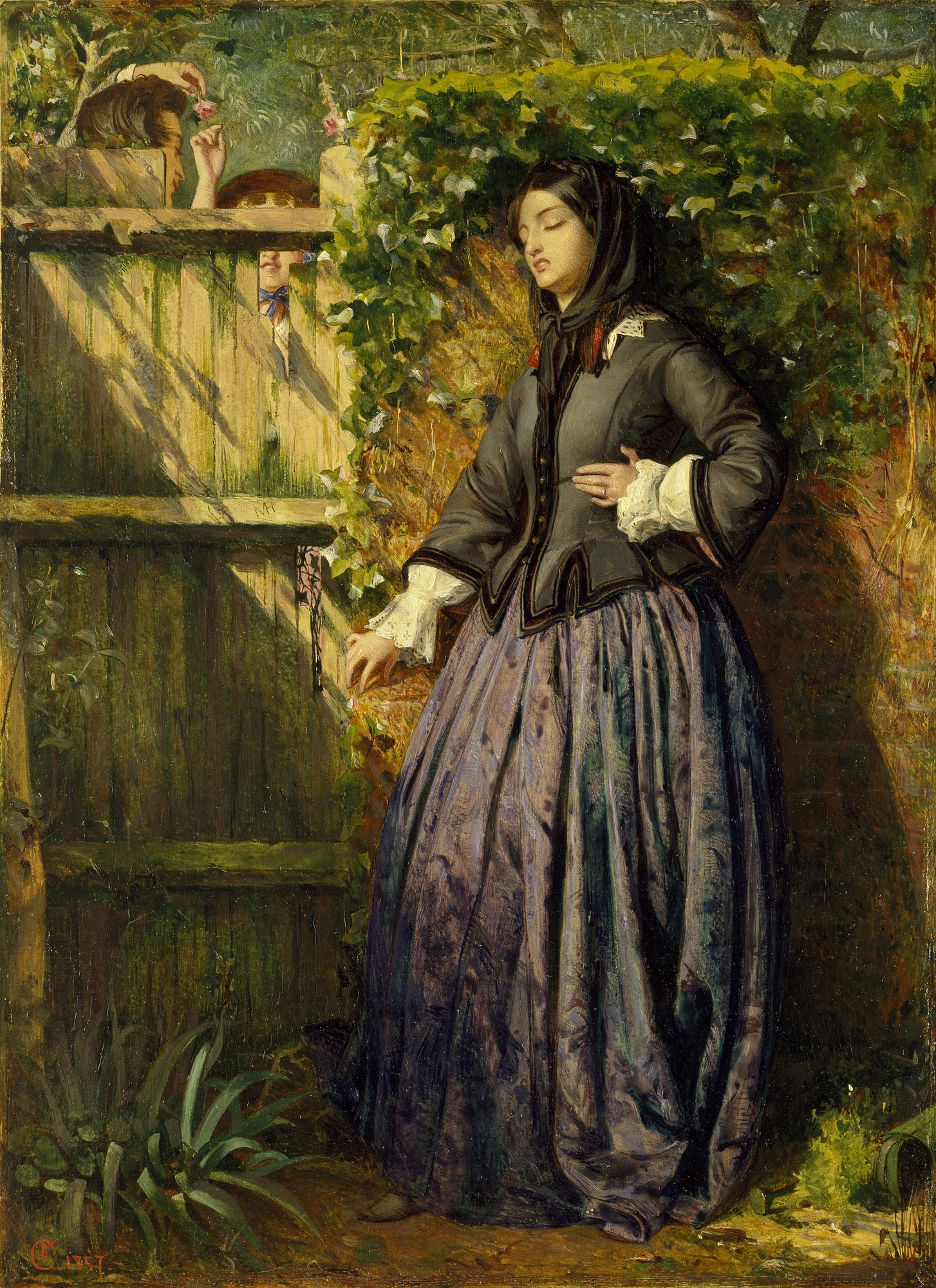
Broken Vows, 1857
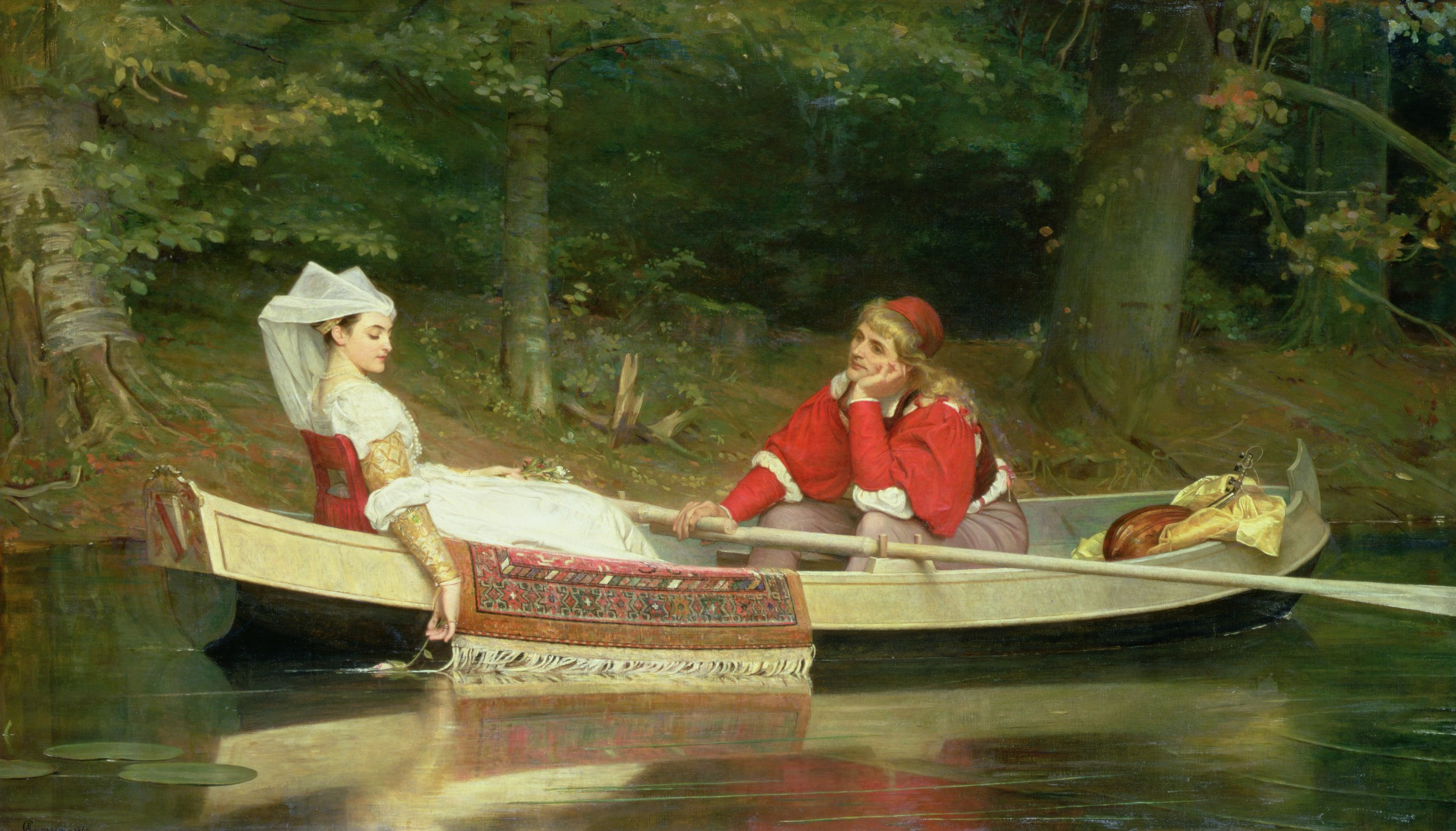
With the river, 1869
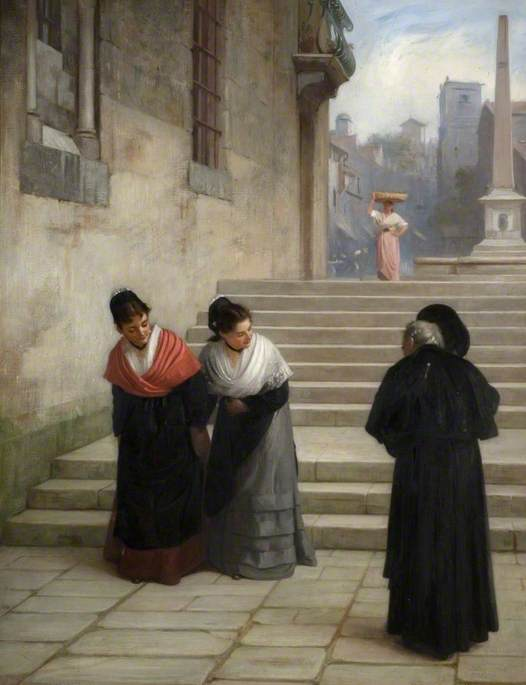
His Reverence, 1876
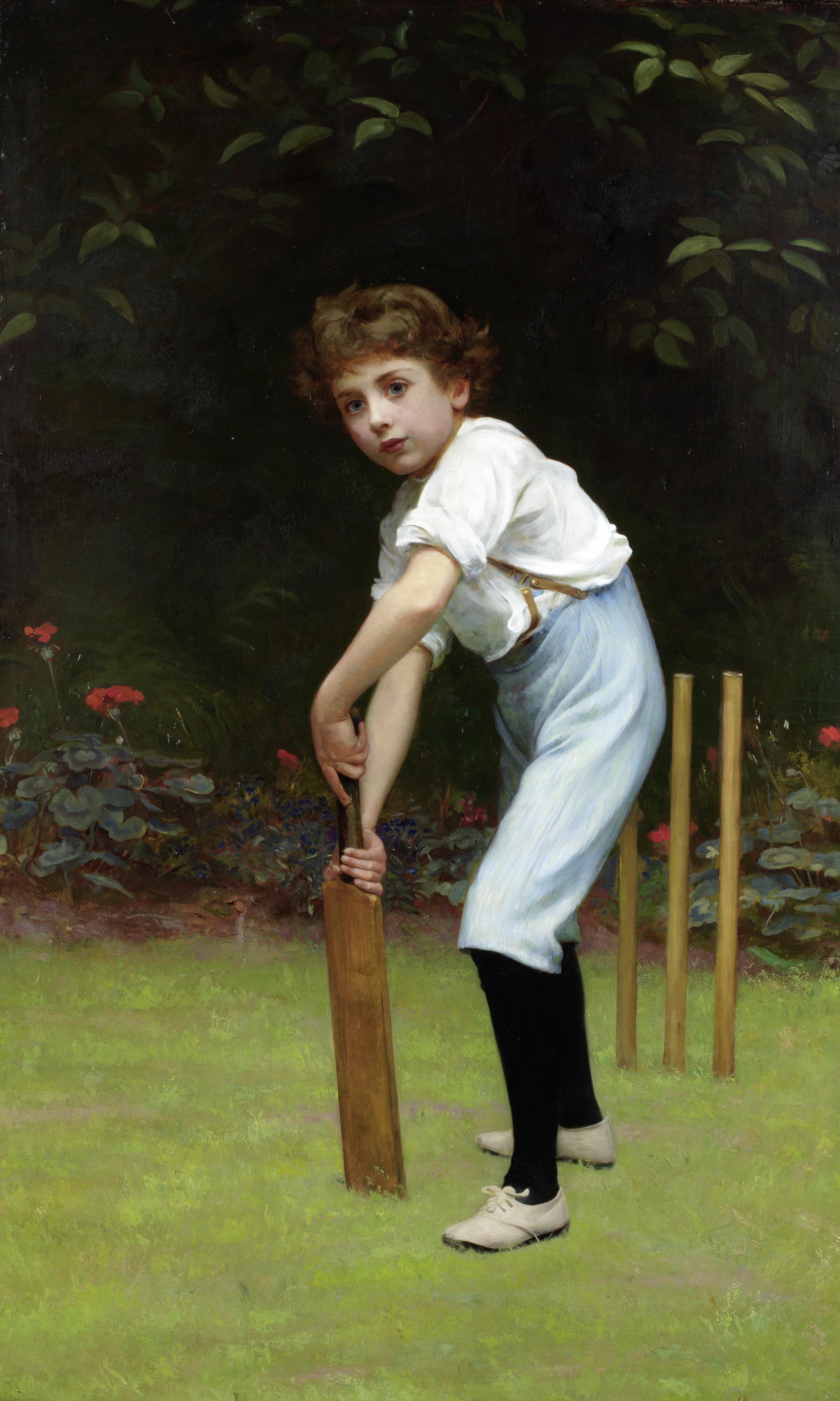
Captain of the Eleven, 1882
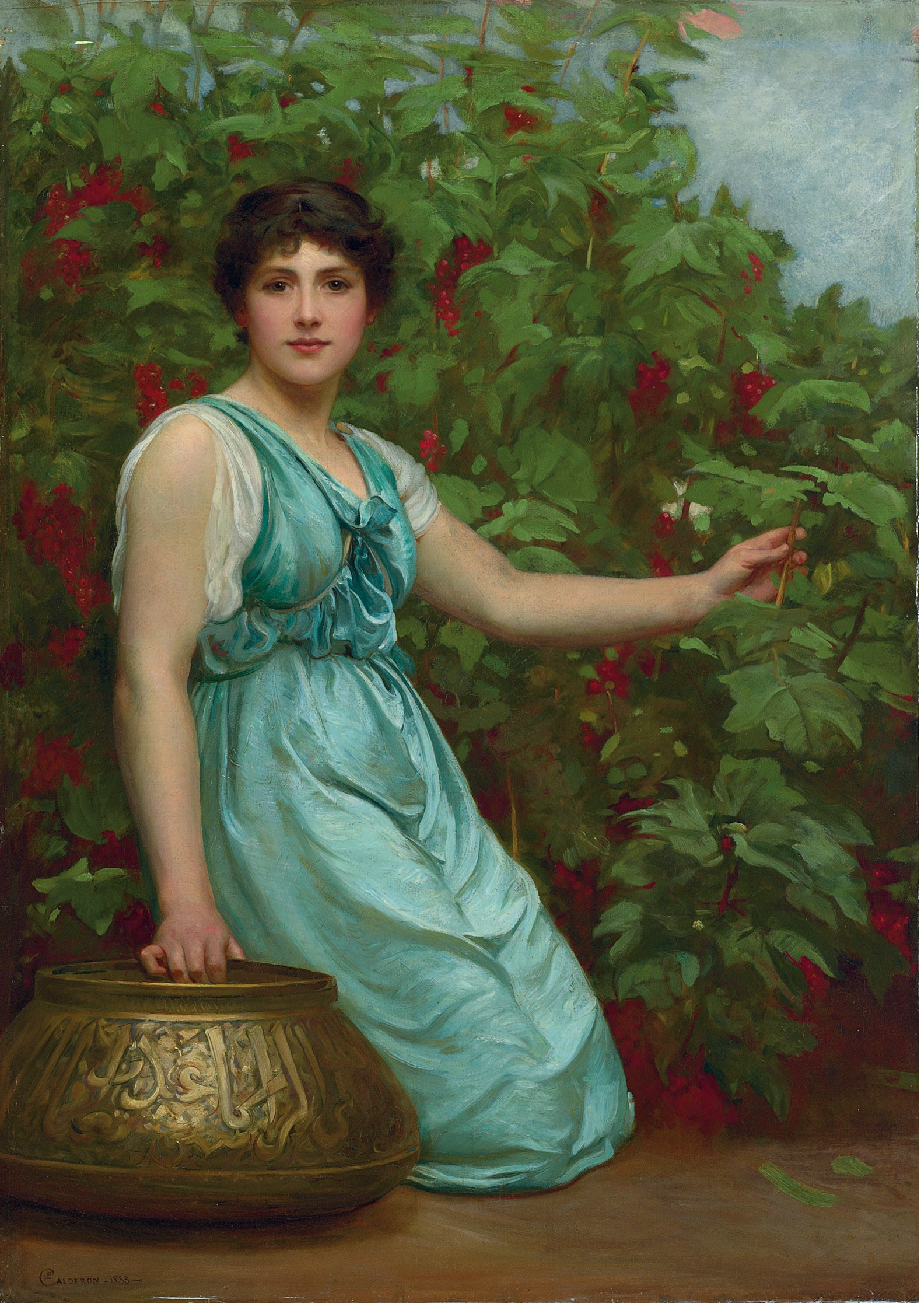
Summer berries, 1883
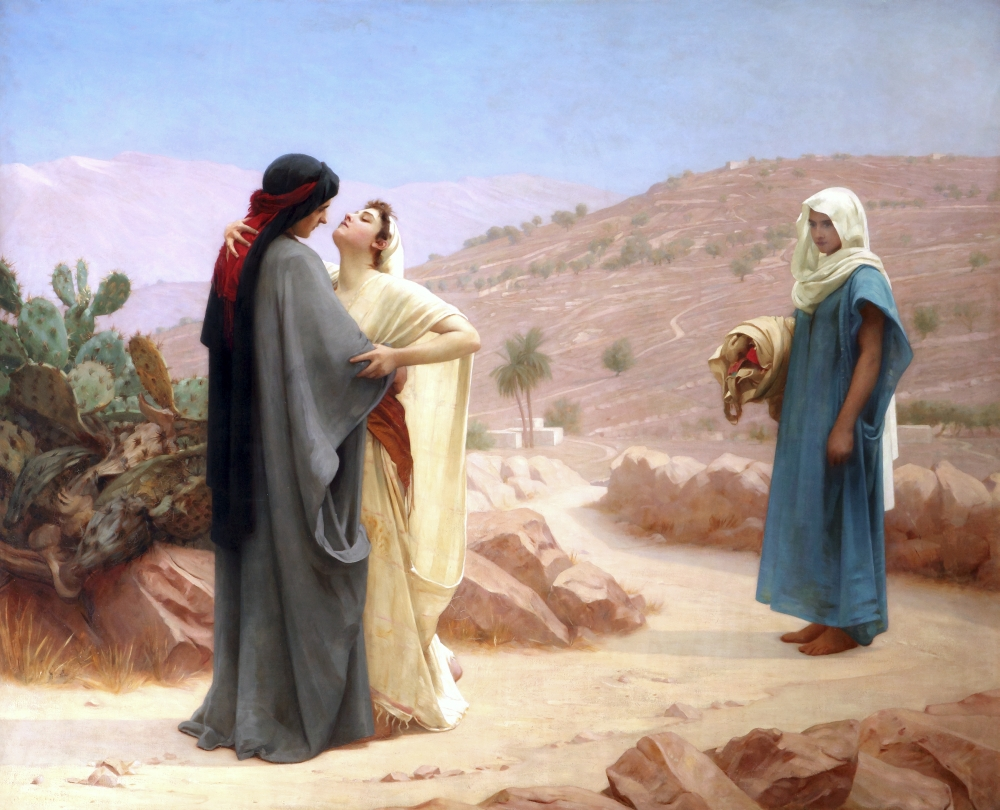
Ruth and Naomi, 1886
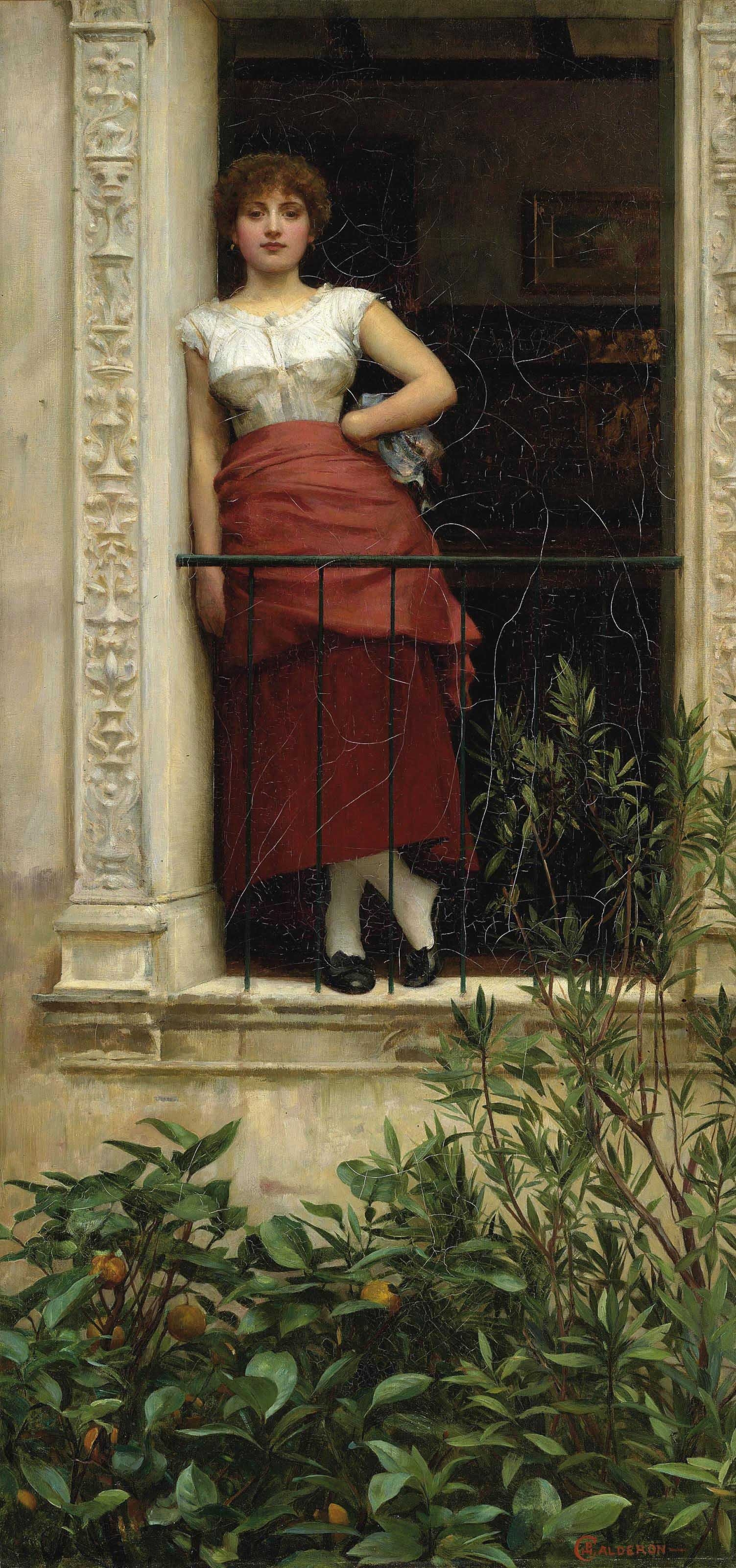
A Rose of Provence

Calderons Werke sind unter anderem in der Hamburger Kunsthalle ausgestellt.